# David Humphreys (Radsportler)
David Brian Humphreys (* 13. Dezember 1936; † 2. Mai 2021) war ein australischer Radrennfahrer.

## Karriere
David Humphreys belegte bei den Olympischen Sommerspielen 1964 im Straßenrennen den 65. Rang.